# 世界を変える100人の日本人! JAPAN☆ALLSTARS
『世界を変える100人の日本人! JAPAN☆ALLSTARS』（せかいをかえるひゃくにんのにっぽんじん ジャパン・オールスターズ）は、テレビ東京系列で、2008年10月17日から2010年9月17日まで、毎週金曜日の20:00 - 20:54（JST）に放送されたバラエティ番組である。改編期、改編期外に関わらず2時間特番が多く組まれていた。

## 番組内容
元々は三宅裕司と名倉潤（ネプチューン）の司会で、単発で3回放送された「世界で密かにメジャー級!SUGOI日本人」が好評だったためレギュラー化したもの。レギュラー化にあたり三宅は続投したが、サポート役は名倉から三村マサカズに交代している。
「ニッポンの星発見バラエティ」と称し、日本人にはあまり知られていない、世界で活躍する日本人を紹介する。
番組テーマ曲はサザンオールスターズの『みんなのうた』。番組タイトルの「JAPAN☆ALLSTARS」はサザンオールスターズに由来する。
2010年7月辺りから一度紹介した日本人を再び紹介、総集編、池上彰がミハイル・ゴルバチョフと日本の課題を語るなど多彩な企画を放送していた。
2010年9月17日の放送をもって終了。同年10月22日からは『この日本人がスゴイらしい。 Brand New Japan』にリニューアルしたが、2011年4月24日に終了した。
リニューアルを機に離脱した一部のスタッフは2012年10月から放送中の『世界ナゼそこに?日本人 〜知られざる波瀾万丈伝〜』に携わっている。

## 出演者

### 司会
- 三宅裕司
- 三村マサカズ（さまぁ〜ず）

### アシスタント
いずれもテレビ東京アナウンサー。
- 松丸友紀（衣装は白。メイン）
- 繁田美貴（衣装は黒。2009年1月16、23日・松丸の代役で司会、1月30日、2月13日放送分・調査員〈レポーター〉、4月3日からは正規メンバーとしてレギュラー出演）
- 相内優香（衣装は灰色）
- 秋元玲奈（衣装は赤紫。2009年3月13日放送分で降板）

※繁田・相内・秋元は全員サブ。

### レギュラーパネリスト
- 筒井康隆
- 矢口真里
- 設楽統（バナナマン）
- 日村勇紀（バナナマン）
- 海外の新聞社、通信社の記者数名

## コーナー
- JAPAN☆ALLSTARS

番組のメインコーナー。日本人にはあまり知られていないが、世界の第一線で活躍する日本人を紹介し、「JAPAN☆ALLSTARS」に認定する企画。通常取材はスタッフが行うが場合によってはMCやアシスタント、パネラーが自ら取材に赴く場合もある。なお、50人目や100人目など節目の数字のときは、スペシャル放送で著名人を取り上げることもある。
- 三村 ALLSTARS

まだ世界にも知られていないがもしかしたら今後世界を変えるかもしれない人物を取り上げるコーナー。三村と、サブアシスタントの繁田（かつては秋元）と相内が担当。他のコーナーよりもお笑い色が強く、奇抜な発明や行動をしている人を主に取り上げる。補足としてスタジオで三村がアピールすることもあるがそれらもネタ要素が強い。
- 日本ツウ ALL STARS

「三村 ALLSTARS」の別企画。日本人ではないものの日本好きが高じ日本の伝統芸能や技術にはまった外国人を紹介するコーナー。JAPAN☆ALLSTARSと隔週で双璧をなすメイン企画になった。
- グッとくる ALL STARS

「JAPAN☆ALLSTARS」の中でも感動のエピソードを持った人を紹介するコーナー。故人の紹介が多い。
- 筒井康隆の日本人ならコレを読め!

筒井が第一秘書の相内と共に、日本人ならば一度は読んでおきたい隠れた名作を紹介するコーナー。コーナー最後に、筒井と相内（自ら「愛人第一秘書」と言明）の怪しい会話がなされるのが恒例となっている。なお、番組ホームページからは紹介された書籍の購入のため、オンラインショップサイトのAmazon.co.jpに飛ぶことができる。

## スタッフ
- ナレーター：広中雅志、鈴木渢、山田真一、満仲由紀子
- 構成：田代裕、安達元一、塩野智章、北本かつら、東洋双輪、桝本壮志、石井裕之、八代丈寛
- リサーチ：浜栄一、政池洋佑、丸岡義貴、パンドラ、ビスポ、オフィスHit
- 技術：田中圭介（テレビ東京）
- 映像：北村宏一（テレビ東京）
- カメラ：野瀬一成（テレビ東京）
- 音声：西山恵美子（テレビ東京）
- 照明：長治憲明
- アートプロデューサー：高橋昭三
- 美術デザイン：本橋智子
- モニター：東京チューブ
- 大道具：中島健二
- 小道具：山下正美
- 電飾：田中真司
- アクリル装飾：八島貴広
- フローリスト：松山美佐子
- メイク：山田かつら
- 衣裳：東京衣裳
- スタイリスト：水嶋由紀子
- 通訳：山根江理子
- 編集：土屋初枝・城石光（aai）
- MA：岡田晋一（aai）
- 音響効果：佐藤裕二
- TK：春日千佳子
- CG：ケネック・ジャパン
- 編成：金子卓磨（テレビ東京）
- 番宣：荒井正和（テレビ東京）
- デスク：野中優（テレビ東京）
- FD：桑原宏次（テレビ東京）、園畑将基
- 演出補：高橋一周、鈴木さおり、中村宗平
- AP：小高亮（テレビ東京）、武藤大司（電通）、赤尾敦義
- ディレクター：芦田政和、山下和之、渡邊りょう、黒川和樹、浦谷淳史、根本太郎
- 演出：水谷豊（テレビ東京）、福井亮一
- 総合演出：矢部宏光（テレビ東京）
- プロデューサー：平山大吾（テレビ東京）、松島俊輔（電通）、相川弘隆、久野真照
- 協力：JAL
- 技術協力：テクノマックス、テレビ東京アート、共同テレビジョン、北陸東通、遊写、インテック、SOW、フロムゼロ
- 制作協力：いまじん、JUMP、グリンタ、ZIPPY
- 企画・制作協力：電通
- 製作著作：テレビ東京

### 過去のスタッフ
- 演出補：柴田夕
- 編成：斎藤勇（テレビ東京）
- 番宣：小林教子・圡方真・滝山直史（テレビ東京）
- デスク：酒井奈々子・関井麻衣（テレビ東京）
- 映像：鳥飼雄一（テレビ東京）
- 音声：飯嶋康生（テレビ東京）
- 大道具：寺岡悠介
- 編集：関井昭男・土屋初枝（aai）

## ネット局
| 放送対象地域   | 放送局         | 系列           | 放送日時           | 備考       |
| -------------- | -------------- | -------------- | ------------------ | ---------- |
| 関東広域圏     | テレビ東京     | テレビ東京系列 | 金曜 20:00 - 20:54 | 制作局     |
| 北海道         | テレビ北海道   | テレビ東京系列 | 金曜 20:00 - 20:54 | 同時ネット |
| 愛知県         | テレビ愛知     | テレビ東京系列 | 金曜 20:00 - 20:54 | 同時ネット |
| 大阪府         | テレビ大阪     | テレビ東京系列 | 金曜 20:00 - 20:54 | 同時ネット |
| 岡山県・香川県 | テレビせとうち | テレビ東京系列 | 金曜 20:00 - 20:54 | 同時ネット |
| 福岡県         | TVQ九州放送    | テレビ東京系列 | 金曜 20:00 - 20:54 | 同時ネット |
| 岐阜県         | 岐阜放送       | 独立局         | 金曜 20:00 - 20:54 | 同時ネット |
| 奈良県         | 奈良テレビ     | 独立局         | 金曜 20:00 - 20:53 | 同時ネット |
| 滋賀県         | びわ湖放送     | 独立局         | 金曜 20:00 - 20:55 | 同時ネット |
| 岩手県         | テレビ岩手     | 日本テレビ系列 | 日曜 12:35 - 13:30 | 遅れネット |
| 福島県         | 福島中央テレビ | 日本テレビ系列 | 土曜 16:00 - 16:55 | 遅れネット |
| 新潟県         | 新潟テレビ21   | テレビ朝日系列 | 土曜 12:00 - 12:55 | 遅れネット |
| 長野県         | テレビ信州     | 日本テレビ系列 | 日曜 16:25 - 17:25 | 遅れネット |
| 富山県         | 北日本放送     | 日本テレビ系列 | 日曜 16:00 - 16:55 | 遅れネット |
| 石川県         | 石川テレビ     | フジテレビ系列 | 水曜 14:05 - 15:00 | 遅れネット |
| 福井県         | 福井テレビ     | フジテレビ系列 | 日曜 14:00 - 14:55 | 遅れネット |
| 三重県         | 三重テレビ     | 独立局         | 金曜 21:00 - 21:55 | 遅れネット |
| 和歌山県       | テレビ和歌山   | 独立局         | 金曜 20:00 - 20:55 | 遅れネット |
| 島根県・鳥取県 | 山陰放送       | TBS系列        | 木曜 15:55 - 16:54 | 遅れネット |
| 愛媛県         | テレビ愛媛     | フジテレビ系列 | 水曜 14:35 - 15:30 | 遅れネット |
| 山口県         | 山口放送       | 日本テレビ系列 | 月曜 9:30 - 10:25  | 遅れネット |
| 長崎県         | テレビ長崎     | フジテレビ系列 | 日曜 13:00 - 13:55 | 遅れネット |
| 熊本県         | 熊本朝日放送   | テレビ朝日系列 | 土曜 15:00 - 15:55 | 遅れネット |
| 鹿児島県       | 鹿児島放送     | テレビ朝日系列 | 土曜 15:00 - 15:55 | 遅れネット |
| 沖縄県         | 琉球朝日放送   | テレビ朝日系列 | 不定期放送         | 遅れネット |

- 山形放送、ミヤギテレビ[注 1]は2009年3月に、広島テレビでは2009年12月に、それぞれ打ち切られた。

- テレビ信州は2009年3月に打ち切ったが、再度ネットしていた。
- TXN系列での通常放送時での提供入れ替え時の提供クレジットは従来の「提供」の表示がなく、白い絨毯に提供スポンサーを載せるものを使っていた。